# Ecurie Bonnier
Ecurie Bonnier, Ecurie Suisse, Joakim Bonnier Racing Team lub Anglo-Suisse Racing Team – szwedzki zespół Formuły 1 startujący w latach 1957-1958 i 1966-1971, założony przez kierowcę Formuły 1 Joakima Bonniera.

## Wyniki w Formule 1
| Rok  | Bolid                               | Silnik                                                                               | Opony | Kierowcy        | Wyniki w poszczególnych eliminacjach | Wyniki w poszczególnych eliminacjach | Wyniki w poszczególnych eliminacjach | Wyniki w poszczególnych eliminacjach | Wyniki w poszczególnych eliminacjach | Wyniki w poszczególnych eliminacjach | Wyniki w poszczególnych eliminacjach | Wyniki w poszczególnych eliminacjach | Wyniki w poszczególnych eliminacjach | Wyniki w poszczególnych eliminacjach | Wyniki w poszczególnych eliminacjach | Wyniki w poszczególnych eliminacjach | Wyniki w poszczególnych eliminacjach |
| ---- | ----------------------------------- | ------------------------------------------------------------------------------------ | ----- | --------------- | ------------------------------------ | ------------------------------------ | ------------------------------------ | ------------------------------------ | ------------------------------------ | ------------------------------------ | ------------------------------------ | ------------------------------------ | ------------------------------------ | ------------------------------------ | ------------------------------------ | ------------------------------------ | ------------------------------------ |
| 1957 | Maserati 250F                       | Maserati 250F1 2.5 L6                                                                | P     |                 | ARG                                  | MON                                  | 500                                  | FRA                                  | GBR                                  | GER                                  | PSC                                  | ITA                                  |                                      |                                      |                                      |                                      |                                      |
| 1957 | Maserati 250F                       | Maserati 250F1 2.5 L6                                                                | P     | Joakim Bonnier  |                                      |                                      |                                      |                                      | NU                                   |                                      |                                      |                                      |                                      |                                      |                                      |                                      |                                      |
| 1958 | Maserati 250F                       | Maserati 250F1 2.5 L6                                                                | P     |                 | ARG                                  | MON                                  | NED                                  | 500                                  | BEL                                  | FRA                                  | GBR                                  | GER                                  | POR                                  | ITA                                  | MAR                                  |                                      |                                      |
| 1958 | Maserati 250F                       | Maserati 250F1 2.5 L6                                                                | P     | Joakim Bonnier  |                                      | NU                                   | 10                                   |                                      | 9                                    |                                      | NU                                   |                                      | NU                                   |                                      |                                      |                                      |                                      |
| 1958 | Maserati 250F                       | Maserati 250F1 2.5 L6                                                                | P     | Harry Schell    | 6                                    |                                      |                                      |                                      |                                      |                                      |                                      |                                      |                                      |                                      |                                      |                                      |                                      |
| 1958 | Maserati 250F                       | Maserati 250F1 2.5 L6                                                                | P     | Phil Hill       |                                      |                                      |                                      |                                      |                                      | 7                                    |                                      |                                      |                                      |                                      |                                      |                                      |                                      |
| 1958 | Maserati 250F                       | Maserati 250F1 2.5 L6                                                                | P     | Giulio Cabianca |                                      |                                      |                                      |                                      |                                      |                                      |                                      |                                      |                                      | NU                                   |                                      |                                      |                                      |
| 1958 | Maserati 250F                       | Maserati 250F1 2.5 L6                                                                | P     | Hans Herrmann   |                                      |                                      |                                      |                                      |                                      |                                      |                                      |                                      |                                      | NU                                   | 9                                    |                                      |                                      |
| 1966 | Cooper T81 Brabham BT22 Brabham BT7 | Maserati 9/F1 3.0 V12 Climax FPF 2.8 L4 Climax FWMV 2.0 V8                           | D F   |                 | MON                                  | BEL                                  | FRA                                  | GBR                                  | NED                                  | GER                                  | ITA                                  | USA                                  | MEX                                  |                                      |                                      |                                      |                                      |
| 1966 | Cooper T81 Brabham BT22 Brabham BT7 | Maserati 9/F1 3.0 V12 Climax FPF 2.8 L4 Climax FWMV 2.0 V8                           | D F   | Joakim Bonnier  | NS                                   | NU                                   | NS                                   | NU                                   | 7                                    | NU                                   | NU                                   | NS                                   | 6                                    |                                      |                                      |                                      |                                      |
| 1967 | Cooper T81                          | Maserati 9/F1 3.0 V12                                                                | F     |                 | RPA                                  | MON                                  | NED                                  | BEL                                  | FRA                                  | GBR                                  | GER                                  | CAN                                  | ITA                                  | USA                                  | MEX                                  |                                      |                                      |
| 1967 | Cooper T81                          | Maserati 9/F1 3.0 V12                                                                | F     | Joakim Bonnier  | NU                                   |                                      |                                      | NU                                   |                                      | NU                                   | 5                                    | 8                                    | NU                                   | 6                                    | 10                                   |                                      |                                      |
| 1968 | Cooper T81 McLaren M5A Honda RA301  | Maserati 9/F1 3.0 V12 BRM P142 3.0 V12 Ford Cosworth DFV 3.0 V8 Honda RA301E 3.0 V12 | G     |                 | RPA                                  | ESP                                  | MON                                  | BEL                                  | NED                                  | FRA                                  | GBR                                  | GER                                  | ITA                                  | KAN                                  | USA                                  | MEX                                  |                                      |
| 1968 | Cooper T81 McLaren M5A Honda RA301  | Maserati 9/F1 3.0 V12 BRM P142 3.0 V12 Ford Cosworth DFV 3.0 V8 Honda RA301E 3.0 V12 | G     | Joakim Bonnier  | NU                                   |                                      | NZ                                   | NU                                   | 8                                    |                                      | NU                                   |                                      | 6                                    | NU                                   | NU                                   | 5                                    |                                      |
| 1969 | Lotus 63 Lotus 49B                  | Ford Cosworth DFV 3.0 V8                                                             | F     |                 | RPA                                  | ESP                                  | MON                                  | NED                                  | FRA                                  | GBR                                  | GER                                  | ITA                                  | KAN                                  | USA                                  | MEX                                  |                                      |                                      |
| 1969 | Lotus 63 Lotus 49B                  | Ford Cosworth DFV 3.0 V8                                                             | F     | Joakim Bonnier  |                                      |                                      |                                      |                                      |                                      | NU                                   | NU                                   |                                      |                                      |                                      |                                      |                                      |                                      |
| 1970 | McLaren M7C                         | Ford Cosworth DFV 3.0 V8                                                             | G     |                 | RPA                                  | ESP                                  | MON                                  | BEL                                  | NED                                  | FRA                                  | GBR                                  | GER                                  | AUT                                  | ITA                                  | KAN                                  | USA                                  | MEX                                  |
| 1970 | McLaren M7C                         | Ford Cosworth DFV 3.0 V8                                                             | G     | Joakim Bonnier  |                                      |                                      |                                      |                                      |                                      |                                      |                                      |                                      |                                      | NZ                                   |                                      | NU                                   |                                      |
| 1971 | McLaren M7C                         | Ford Cosworth DFV 3.0 V8                                                             | G     |                 | RPA                                  | ESP                                  | MON                                  | NED                                  | FRA                                  | GBR                                  | GER                                  | AUT                                  | ITA                                  | KAN                                  | USA                                  |                                      |                                      |
| 1971 | McLaren M7C                         | Ford Cosworth DFV 3.0 V8                                                             | G     | Joakim Bonnier  | NU                                   |                                      |                                      |                                      |                                      |                                      | NZ                                   | NW                                   | 10                                   |                                      | 16                                   |                                      |                                      |
| 1971 | McLaren M7C                         | Ford Cosworth DFV 3.0 V8                                                             | G     | Helmut Marko    |                                      |                                      |                                      |                                      |                                      |                                      | NW                                   |                                      |                                      |                                      |                                      |                                      |                                      |